# Телескопування мінералів
Телескопування мінералів (рос. телескопирование минералов, англ. telescoping of minerals, нім. Telescoping n der Minerale) – сукупна наявність в одному родовищі або рудному тілі рудних та жильних мінералів, характерних для різних типів магматогенних родовищ, тобто накладання мінералів, які утворилися відокремлено в просторі та часі за різних фізико-хімічних умов.